# Agónia és extázis
Agónia és extázis (eredeti címe The Agony and the Ecstasy) 1965-ben bemutatott amerikai–olasz történelmi filmdráma, az angol Carol Reed rendezésében, Irving Stone hasonló című regényes Michelangelo-életrajzának egyik fejezete alapján. A film cselekménye a 16. század eleji Itáliában játszódik, középpontjában a Sixtus-kápolna mennyezetfreskójának megvalósítása és két megszállott egyéniség, II. Gyula pápa és Michelangelo Buonarroti vitája áll. A film jeleneteit korhű környezetben, Itália történelmi városaiban forgatták.

## Cselekmény
1505-ben, a reneszánsz Rómában II. Gyula pápa megbízza Michelangelo Buonarroti szobrászt, tervezze meg és készítse el a pápa monumentális márvány síremlékét, amely az újonnan épített Szent Péter-bazilika központjába kerülne. Michelangelo éppen nekikezd a Mózes-szobornak. Küzdenie kell riválisának, Bramante építésznek gúnyolódásával és intrikáival. Régi firenzei támogatói, Giovanni di Lorenzo de’ Medici bíboros és nővére, Contessina de’ Medici, Bardolfi gróf felesége segítik védencüket a pápai udvar intrikáinak szövevényében.
1508-ban a harcos pápa éppen egy újabb győzelmes hadjáratból tér vissza. Az új Szent Péter-bazilika építkezését megtekintve új ötlete támad: megbízza Michelangelót, fessen freskókat a Sixtus-kápolna sivár mennyezetére. Michelangelo először húzódozik a megbízatástól, mert szobrászként tekint önmagára, festőként nem tartja magát sokra. A fukar pápa csak a tizenkét apostol képét és ékes ornamentikát akar a kopár mennyezetre. Még le is alkudja a művésznek felajánlott honoráriumot. Michelangelo habozását látva ellenfele, Bramante építész az ifjú Raffaello Santit ajánlja a pápa figyelmébe, felébresztve a művész féltékenységét. Végül Michelangelo, bár kedve ellenére, de elvállalja a munkát. A pápa engedélyével Michelangelo lebontatja Bramante állványzatát, mert ahhoz lyukakat kellett vágni a mennyezetbe. Új állványzatot tervez, amely nem érinti a mennyezetet. Felfogadja régi firenzei segédeit és hozzákezd a munkához.
1510-ben francia és velencei csapatok vonulnak be Romagnába. 1511 májusában a Trivulzio condottiere által vezetett francia sereg elfoglalja a pápai államhoz tartozó Bolognát. Kitör az újabb itáliai háború. Gyula pápa seregével a város visszafoglalására indul. Michelangelo kedvetlenül festi az első apostolokat. Egy este meghasonlik önmagával, értéktelennek látja addigi munkáját. Leveri a falról a félig megfestett képet, és elszökik Rómából. A carrarai márványkő-bányában talál menedéket, keményen dolgozik, gondolkodik. A pápa katonákkal keresteti, Michelangelo a hegyekbe menekül, egy barlangban rejtőzködik, amikor a napfelkeltében különös felhőformációt lát, mely Isten és az első ember alakját idézi. Lelki szemei előtt megjelenik Ádám teremtésének kompozíciója. A művész Genezis jeleneteit látja, a Világ Teremtésétől az Özönvíz történetéig, emberalakok százaitól nyüzsgő, mozgalmas jeleneteket. A központi mennyezetfreskókat az ószövetségi prófétáknak, a szibilláknak és a Krisztus eljövetelét megjósoló pátriárkáknak képei veszik körül. Michelangelo siet vissza Rómába. Elfogják és a Bolognát ostromló pápa elé viszik, aki először meg akarja büntetni, de az új tervek fellelkesítik. A két önfejű, megszállott férfi az ellenség ágyútüzében alkudozik az új megbízás honoráriumáról. Végül a pápa szabad kezet ad a művésznek: fesse meg a teljes mennyezetet. Telnek a hónapok, az embert próbáló, hatalmas munka elhúzódik. A pápa egyre türelmetlenebbé válik, sürgeti a befejezést, látni akarja a csodálatos alkotást. Michelangelo éjjel-nappal dolgozik, a túlerőltetéstől átmenetileg megvakul, lezuhan az állványról. Állapota hosszú ideig ágyhoz köti. Contessina de’ Medici ápolja, akihez még Firenzében gyengéd szálak fűzték. A pápa meglátogatja a beteget, és közli vele, hogy Raffaellónak adja a munka hátralévő részét. Michalengelóban fellángol a becsvágy, felkel betegágyából és folytatja a munkát.
Közben új háború tör ki. Francia, német és velencei csapatok támadnak a pápai államra. Gyula hadba vonul, de előtte lebontatja a Sixtus-kápolna állványzatát, hogy láthassa a félkész remekművet. Michelangelo tiltakozik, a felmérgesedett pápa botjával rásújt, elkergeti, és az ifjú Raffaellót bízza meg a befejezéssel. Raffaello felkeresi a megalázott Michelangelót, elmondja neki: elhárította a pápa megbízását, nem akarja elorozni a remekművet igazi alkotójától. Alázatra és engedelmességre inti a büszkeségében sértett Michelangelót. Contessina ráébreszti a művészt, hogy a hadba vonuló pápa azért mutatta meg a népnek a félkész mennyezetet, mert ő maga talán utoljára láthatta azt. A pápai hadat vereségek érik. Michelangelo a fronton felkeresi a sebesült, beteg pápát, és kéri, engedje meg neki a mű befejezését. Gyula figyelmezteti, hogy munkája céltalan: az ellenség rövidesen Rómában lesz, és elpusztít mindent, ami Gyula pápára emlékeztet. Michelangelo mégis be akarja fejezni a munkát. A becsvágyó pápa a reménytelen helyzetben is „összekaparja” a folytatáshoz szükséges pénzt. Vert seregével visszavonul Rómába, de nem adja fel: új, franciaellenes szövetséget kovácsol.
Egy éjjel a legyengült, beteg pápa felmászik az állványzatra, hogy gyertyafénynél, közelről tanulmányozhassa Isten és az Ember portréját az Ádám teremtése freskón. Lenyűgözve mondja Michelangelónak, hogy amit alkotott, az „maga a hit bizonysága”. Az erőfeszítéstől azonban sebei felszakadnak, eszméletét veszti. A bíborosok már a pápa halálára, és a pápai udvar száműzetésére készülnek. Hír jön a spanyol és német felmentő seregek közeledéséről. De a szövetség lelke maga a pápa, ha ő meghal, támogatói visszafordulnak. A ravasz Michelangelo a pápa betegágyához járul és elbocsátását kéri a szolgálatból. Gyula pápa megtiltja, hogy elmenjen, amíg a munkáját be nem fejezte. Michelangelo arcátlanul emlékezteti a beteget, hogy ő maga sem távozhat, amíg feladatát be nem fejezte. A sértett egyházfőből kitör a düh, leküzdi gyengeségét, felkel betegágyáról és mindenkit visszakerget a munkájához. Ismét kezébe veszi a kormányzást, a szövetséges seregek felmentik Rómát, a megszállás veszélye elhárul.
A Sixtus-kápolnában Gyula pápa hálaadó misét celebrál. A mennyezetfreskók teljesen elkészültek, a nézők tömegei csodálattal adóznak a remekműnek. Az egyházfő és a művész, két erős akaratú, kivételes tehetségű, megszállott férfi felidézi, milyen válságokon át, egymást kölcsönösen ösztökélve jutottak el közös sikerükig. A megrendült egészségű pápa tudja, hogy már kevés ideje maradt az életből. Búcsúzáskor még utoljára felhívja Michelangelo figyelmét, hogy az oltár fölötti kopár falra is „fessen majd valamit”, a keresztre feszítést vagy az utolsó ítéletet…

## Szereposztás
| Szerep                                       | Színész             | Magyar hangja (1. szinkron) |
| -------------------------------------------- | ------------------- | --------------------------- |
| Michelangelo Buonarroti                      | Charlton Heston     | Selmeczi Roland             |
| II. Gyula pápa                               | Rex Harrison        | Csankó Zoltán               |
| Contessina de’ Medici, Ridolfi grófné        | Diane Cilento       | Németh Kriszta              |
| Giovanni di Lorenzo de’ Medici bíboros       | Adolfo Celi         | Besenczi Árpád              |
| Bramante építész                             | Harry Andrews       | Konrád Antal                |
| Francesco Maria della Rovere, Urbino hercege | Alberto Lupo        | Németh Kristóf              |
| Paris De Grassis püspök, ceremóniamester     | Venantino Venantini | N/A                         |
| Giuliano da Sangallo építész                 | John Stacy          | N/A                         |
| Raffaello Santi                              | Tomás Milián        | Markovics Tamás             |

## Elismerések
A filmet 1966-ban, a 38. Oscar-gálán és a 23. Golden Globe-gálán több kategóriában is jelölték Oscar-díjra ill. Golden Globe-díjra: a legjobb filmzene, a látványtervezés és díszlet, a legjobb vizuális effektus, a legjobb hangeffektus és a legjobb díszlet kategóriáiban. Végül azonban nem kapott egy díjat sem, mert valamennyit elvitte a Doktor Zsivágó és A muzsika hangja. Ugyanabban az évben a produkció megkapta a David di Donatello-díjat, mint legjobb külföldi film.

## Történelmi háttér
A „harcos” II. Gyula pápa (Giuliano della Rovere) 1503-1513 között állt a katolikus egyház élén. Pontifikátusa alatt kezdődött meg a római Szent Péter-bazilika építése. Donato Bramante, a bazilika építésze a pápa figyelmébea ajánlotta a fiatal Raffaello Sanzio festőt, aki elkészítette a vatikáni Stanzák freskóit. Gyula pápa számos más kiváló művésztől is rendelt festményeket, szobrokat. 1505-ben Rómába hívta Michelangelo Buonarrotit, feltehetően Giovanni di Lorenzo de’ Medici bíboros ajánlására. 1508-1512 között Michelangelo megfestette a Sixtus-kápolna mennyezetfreskóját. A munkát többször meg kellett szakítani pénzhiány, intrikák és a cambrai-i liga háborúi miatt. Gyula pápa tervezett monumentális síremléke, amely az új bazilika kupolája alatt állt volna, nem valósult meg, márványszobrai közül csak Michelangelo Mózes-szobra készült el 1515-ben, már Gyula pápa halála után.
A filmben szerepel Lorenzo de’ Medici (1449–1492) firenzei fejedelem két gyermeke, Giovanni di Lorenzo de’ Medici bíboros és nővére, Contessina de’ Medici, Piero Bardolfi gróf felesége, Michelangelo régi firenzei mecénásai és támogatói. Az 1513-ban elhunyt II. Gyula pápa utódja ez a Giovanni de’ Medici (1475-1521) bíboros lett, X. Leó pápa néven. A filmben szereplő Contessina di Lorenzo de’ Medicit (1478–1515) a film elemzői időnként összetévesztik Contessina de’ Bardival (1390–1473), Cosimo de’ Medici (1389–1464) feleségével, aki egy évszázaddal korábban született, és a filmbéli történések idején már nem élt.

## Alapmű
- Irving Stone. The Agony and the Ecstasy: A Novel of Michelangelo, ASIN:B0000BTHJD, 1. kiadás (angol nyelven), Doubleday (1961. január 1.) Magyar nyelvű kiadásáról nincs információ. Magyar nyelvű könyvismertetőben Gyötrelem és extázis címen is említik.[3]

### Magyarul
- Michelangelo. Regényes életrajz; ford. G. Beke Margit, Szőllősy Klára, versford. Rónay György; Gondolat, Budapest, 1967

## További információ
- Agónia és extázis a PORT.hu-n (magyarul)
- Agónia és extázis az Internetes Szinkronadatbázisban (magyarul)
- Agónia és extázis az Internet Movie Database-ben (angolul)
- Agónia és extázis a Rotten Tomatoeson (angolul)
- Agónia és extázis a Box Office Mojón (angolul)